# Aloe alexandrei
Aloe alexandrei ist eine Pflanzenart der Gattung der Aloen in der Unterfamilie der Affodillgewächse (Asphodeloideae). Das Artepitheton alexandrei ehrt Alexandre Viossat, der die Art entdeckte.

## Beschreibung

### Vegetative Merkmale
Aloe alexandrei wächst einfach und bildet selten zwei Stämme aus. Die aufrechten Stämme erreichen eine Länge von mehr als 3 Meter und sind 16 Zentimeter dick. Die 19 bis 30 aufrechten bis im Alter ausgebreiteten Laubblätter bilden Rosetten. Die blassgrüne bis grünlich-gelbe, undeutlich linierte Blattspreite ist 60 bis 100 Zentimeter lang und 12 Zentimeter breit. Die gebogenen, weißlichen Zähne am rötlichen Blattrand sind 0,5 bis 2 Millimeter (selten bis 4 Millimeter) lang und stehen in der Regel 5 bis 10 Millimeter voneinander entfernt. Der Blattsaft ist grünlich gelb.

### Blütenstände und Blüten
Der Blütenstand besteht aus zwei bis vier Zweigen und erreicht eine Länge von 55 bis 100 Zentimeter. Je Rosette werden bis zu drei ausgebildet. Die dichten, zylindrisch-zugespitzten Trauben sind etwa 30 Zentimeter lang und 1,2 bis 5 Zentimeter breit. Die dünnen Brakteen sind winzig. Die roten, orangefarbenen oder gelben Blüten stehen an 14 bis 25 Millimeter langen grünen, orangefarbenen oder roten Blütenstielen. Die Blüten sind 30 Millimeter lang. Auf Höhe des Fruchtknotens weisen die Blüten einen Durchmesser von 5 bis 8 Millimeter auf. Ihre äußeren Perigonblätter sind auf einer Länge von etwa 10 Millimetern nicht miteinander verwachsen. Die Staubblätter und der Griffel ragen 3 bis 5 Millimeter aus der Blüte heraus.

### Früchte
Die nicht aufspringenden Früchte sind niedergedrückt kugelförmig. Sie sind 12 Millimeter lang und 14 Millimeter breit.

## Systematik und Verbreitung
Aloe alexandrei ist auf den Komoren endemisch. Die Art wächst in kleinen Erdtaschen auf Basaltlava.
Die Erstbeschreibung durch Anthon Ellert wurde 2006 veröffentlicht.

## Nachweise